# Duquesa de Tancos
Duquesa de Tancos é um título nobiliárquico português criado pela Rainha D. Maria I por Decreto de 22 de Abril de 1790 em favor de D. Constança Manuel, 2.ª Marquesa de Tancos, em função do exercício do cargo de Camareira-Mor.
Segundo uma antiga tradição da Coroa Portuguesa as Camareiras-Mores, detentoras do mais alto cargo da Corte para uma Dama, recebiam um título de grau imediato superior ao em uso na sua família.

## Duquesa de Tancos
Título criado pela Rainha D. Maria I por Decreto de 22 de Abril de 1790 em favor de D. Constança Manuel , 2.ª Marquesa de Tancos e Camareira-Mor.

### Titular
1. D. Constança Manuel (1700–1791), 2.ª Marquesa e 1.ª Duquesa de Tancos, 7.ª Condessa da Atalaia. Seu marido e tio materno, D. Duarte António da Câmara, filho do Conde da Ribeira Grande, tendo sido 5.º Conde de Aveiras pelo 1.º casamento com a 5.ª Condessa de Aveiras, foi feito 2.º Marquês de Tancos por este casamento.

### Armas
Manoel (plenas). Escudo esquartelado: I e IV - de vermelho, com uma asa aberta de ouro terminada por uma mão de carnação, empunhando uma espada de prata guarnecida de ouro; II e III - de prata, com um leão de púrpura armado e lampassado de azul. Timbre: uma das asas com a espada levantada. Coroa de Duquesa.